# Playa de Torre del Loro
La playa de la Torre del Loro (o playa de la Torre del Río de Oro) es una playa natural situada en los límites de los términos municipales de Almonte y Palos de la Frontera, si bien en el acceso a la misma confluyen cuatro términos municipales; Palos de la Frontera, Moguer, Lucena del Puerto y Almonte. 

## Características
Se encuentra en la costa oriental de la provincia de Huelva.  Su nombre de debe a una deformación -típica del dialecto andaluz- de la denominación original de una antigua torre almenara, Torre del Río de Oro, que emerge desde la arena en la línea de costa. Esta torre, que data del siglo XVI, se construyó bajo el reinado de Felipe II con el fin de evitar los ataques de los piratas berberiscos. En la actualidad quedan unos restos de esta torre de diversos tamaños, que pueden verse en la orilla de la playa.
Al igual que las playas circundantes cuenta con una arena fina y dorada. Está inmediatamente al este de la playa de Arenosillo y al oeste de la playa de Asperillo.
En esta zona se hundió el buque Rayo tras venir maltrecho de la batalla de Trafalgar, acaecida el 21 de octubre de 1805, y, tras una escala en Cádiz, se hundió el día 31 del mismo mes al no soportar el temporal que siguió a la batalla.